# Тот, кто знает (книга)
Тот, кто зна́ет (2001) — роман Александры Марининой, состоящий из двух томов: «Опасные вопросы» и «Перекрёсток».

## Сюжет
Роман о судьбах трех человек: режиссёра-документалиста Натальи Вороновой, журналиста Руслана Нильского и следователя Игоря Мащенко. Их связывает давнее убийство, совершенное в тайге.
«…опыт индивидуальной жизни, пропущенный через эпоху, объясняет привлекательность для многих современных авторов жанра семейной саги… Семейная сага „Тот, кто знает“ А. Марининой — попытка освоения нового жанрового формата тем же инструментарием, который был использован автором в детективе. Отказавшись от Насти Каменской, Маринина создает столь же идеальный тип героини Натальи Вороновой, жизнь которой — от девочки, студентки ВГИКа до известного киносценариста — проходит перед читателем. Писательница продолжает разрушать гендерные стереотипы, подводя под это философскую базу.»
Наталья Иванова высказывает мысль, что «семейная сага Марининой, кроме лежащего на поверхности сюжета о жизни нескольких поколений в одной арбатской коммунальной квартире, имеет ещё по крайней мере два измерения: литературно-полемическое, отстаивающее роль и значение „массовой культуры“ в жизни общества и противостоящее псевдоэлитарности так называемой серьёзной литературы и бесплодности андеграунда, и социально-политическое».

## О персонажах
Е. В. Душечкина подробно рассматривает семантику имени Светлана в романах Александры Марининой в статье «Культурная история имени: Светлана». В романе «Тот, кто знает» также фигурирует персонаж с именем Светлана: «Имя Светка дано девушке из „неблагополучной“ семьи — красавице с „длинными белокурыми волосами“, завитыми в локоны, „свободно падающими на плечи“. Эта Светка соблазняет одного из героев, но, вскоре, осознав, что с ним она не достигнет положения в обществе, оставляет его, навсегда определив его отношение к женщинам.»